# Mound Station
Mound Station è un villaggio degli Stati Uniti d'America, situato nello Stato dell'Illinois, nella contea di Brown.